# Pterois cincta
Pterois cincta là một loài cá biển thuộc chi Pterois trong họ Cá mù làn. Loài này được mô tả lần đầu tiên vào năm 1838.

## Từ nguyên
Tính từ định danh cincta trong tiếng Latinh có nghĩa là "bao quanh", hàm ý có lẽ đề cập đến các sọc trắng ở hai bên thân loài cá này, một số sọc tách đôi ở bụng và lưng.

## Phân bố
P. cincta trước đây được xem là một đồng nghĩa của Pterois radiata, nhưng sau đó được công nhận là loài hợp lệ bởi Matsunuma và Motomura (2015), và có phạm vi giới hạn trong Biển Đỏ. Một mẫu vật được cho là Pterois russelii ở Eilat đã được xác nhận lại là P. cincta này.
P. cincta sống trên các rạn san hô, độ sâu đến ít nhất là 15 m.

## Mô tả
Chiều dài cơ thể lớn nhất được ghi nhận ở P. cincta là 16 cm. Có kiểu hình rất giống với P. radiata, nhưng 5 dải chính (cam sẫm/nâu đỏ) của P. cincta lại hẹp hơn nhiều, ngược lại các đốm tam giác (từ các sọc trắng tách đôi) sẽ lớn hơn, đặc biệt là đốm thứ tư (đốm giữa dải chính thứ tư và năm). P. cincta có các tia vây dài hơn hẳn so với P. radiata.
Số gai vây lưng: 12; Số tia vây lưng: 11; Số gai vây hậu môn: 3; Số tia vây hậu môn: 6–7; Số gai vây bụng: 1; Số tia vây bụng: 5; Số tia vây ngực: 16–17.